# 邓清河
邓清河，GBS，JP（1962年—），男，香港原居民，籍貫廣東宝安，中华人民共和国政治人物、香港商人。
邓為宏安集團、宏安地產、位元堂、易易壹金融集團主要股東，任位元堂藥業主席。
廣西玉林市第三屆政協常務委員、香港廣西總商會會長、香港廣東社團總會第九屆執行主席、第十屆香港廣東社團總會第一執行主席。第十二屆至第十四屆全國政協委員。
邓氏为福善教育基金創辦人。

## 外部連結
- 位元堂網站 （页面存档备份，存于）
- 位元堂藥業控股網站 （页面存档备份，存于）
- 宏安集團有限公司 （页面存档备份，存于）